# Charles Tyner
Charles Tyner (Danville, 8 giugno 1925 – 8 novembre 2017) è stato un attore statunitense.
Nella sua lunga carriera ha recitato sia al cinema che al teatro.

## Filmografia parziale

### Cinema
- Nick mano fredda (Cool Hand Luke), regia di Stuart Rosenberg (1967)
- La notte dell'agguato (The Stalking Moon), regia di Robert Mulligan (1968)
- Chicago Chicago (Gaily, Gaily), regia di Norman Jewison (1969)
- Boon il saccheggiatore (The Reivers), regia di Mark Rydell (1969)
- Non stuzzicate i cowboys che dormono (The Cheyenne Social Club), regia di Gene Kelly (1970)
- Monty Walsh, un uomo duro a morire (Monte Walsh), regia di William A. Fraker (1970)
- Sfida senza paura (Sometimes a Great Notion), regia di Paul Newman (1970)
- Io sono la legge (Lawman), regia di Michael Winner (1971)
- Harold e Maude (Harold and Maude), regia di Hal Ashby (1971)
- I cowboys (The Cowboys), regia di Mark Rydell (1972)
- Corvo rosso non avrai il mio scalpo! (Jeremiah Johnson), regia di Sydney Pollack (1972)
- ...e tutto in biglietti di piccolo taglio (Fuzz), regia di Richard A. Colla (1972)
- Cattive compagnie (Bad Company), regia di Robert Benton (1972)
- L'imperatore del Nord (Emperor of the North Pole), regia di Robert Aldrich (1973)
- L'assassino di pietra (The Stone Killer), regia di Michael Winner (1973)
- L'uomo di mezzanotte (The Midnight Man), regia di Roland Kibbee e Burt Lancaster (1974)
- Quella sporca ultima meta (The Longest Yard), regia di Robert Aldrich (1974)
- Complotto di famiglia (Family Plot), regia di Alfred Hitchcock (1976)
- Il texano dagli occhi di ghiaccio (The Outlaw Josey Wales) regia di Clint Eastwood (1976)
- Elliott, il drago invisibile (Pete's Dragon), regia di Don Chaffey (1977)
- La promessa di Satana (Evilspeak), regia di Eric Weston (1981)
- Best Seller, regia di John Flynn (1987)
- Un biglietto in due (Planes, Trains and Automobiles), regia di John Hughes (1987)
- Pulse - Scossa mortale (Pulse), regia di Paul Golding (1988)
- Motorama, regia di Barry Shils (1991)

### Televisione
- Hawk l'indiano (Hawk) – serie TV, episodio 1x04 (1966)
- Ai confini dell'Arizona (The High Chaparral) – serie TV, episodio 2x16 (1969)
- Charlie's Angels – serie TV, episodio 2x05 (1977)
- I ragazzi di padre Murphy (Father Murphy) – serie TV, 10 episodi (1981-1982)
- L'incredibile Hulk (The Incredible Hulk) – serie TV, episodio 5x06 (1982)
- La casa nella prateria (Little House on the Prairie) – serie TV, episodio 9x16 (1982)
- I Jefferson (The Jeffersons) – serie TV, episodio 10x21 (1984)

## Doppiatori italiani
Nelle versioni in italiano delle opere in cui ha recitato, Charles Tyner è stato doppiato da:
- Gianfranco Bellini in Boon il saccheggiatore, Best Seller
- Mario Milita in Charlie's Angels
- Emilio Cigoli in Harold e Maude